# Condado de Rock (Minnesota)
El condado de Rock (en inglés: Rock County), fundado en 1857 que recibe su nombre de la gran cantidad de rocas existentes, es un condado del estado estadounidense de Minnesota. En el año 2000 tenía una población de 9.483 habitantes con una densidad de población de 8 personas por km². La sede del condado es Luverne.

## Geografía
Según la oficina del censo el condado tiene una superficie total de 1251 km² (483 mi²), de los que 1250 km² (482,6 mi²) son tierra y 1 km² (0,4 mi²) (0,05%) son agua. Aunque no dispone de lagos naturales tiene el embalse de “Blue Mounds State Park”.

### Condados adyacentes
- Condado de Pipestone - norte
- Condado de Murray - noreste
- Condado de Nobles - este
- Condado de Lyon - sur
- Condado de Minnehaha - oeste
- Condado de Moody - noroeste

### Principales carreteras y autopistas
- Interestatal 90
- U.S. Autopista 75
- Carretera estatal 23
- Carretera estatal 269
- Carretera estatal 270

## Demografía
Según el censo del 2000 la renta per cápita media de los habitantes del condado era de 38.102 dólares y el ingreso medio de una familia era de 44.296 dólares. En el año 2000 los hombres tenían unos ingresos anuales 28.776 dólares frente a los 22.166 dólares que percibían las mujeres. El ingreso por habitante era de 17.411 dólares y alrededor de un 4,70% de la población estaba bajo el umbral de pobreza nacional.

## Ciudades y pueblos
- Beaver Creek
- Hardwick
- Hills
- Jasper
- Kanaranzi
- Kenneth
- Luverne
- Magnolia
- Steen

### Municipios
- Municipio de Battle Plain
- Municipio de Beaver Creek
- Municipio de Clinton
- Municipio de Denver
- Municipio de Kanaranzi
- Municipio de Luverne
- Municipio de Magnolia
- Municipio de Martin
- Municipio de Mound
- Municipio de Rose Dell
- Municipio de Springwater
- Municipio de Vienna

### Comunidades sin incorporar
- Ash Creek
- Manley